# Reda
Pour les articles homonymes, voir Reda (homonymie).
Reda, Réda en cachoube, Rheda en allemand, est une ville de Poméranie qui fait partie de la conurbation cachoube (Rumia, Reda, Wejherowo) et fait partie de la banlieue de la Tricité.